# Ferulago thyrsiflora
Ferulago thyrsiflora är en flockblommig växtart som först beskrevs av John Sibthorp och James Edward Smith, och fick sitt nu gällande namn av Wilhelm Daniel Joseph Koch. Ferulago thyrsiflora ingår i släktet Ferulago och familjen flockblommiga växter. Inga underarter finns listade i Catalogue of Life.